# Schlieren (gemeente)
Schlieren is een gemeente en plaats in het Zwitserse kanton Zürich, en maakt deel uit van het district Dietikon.
Schlieren telt 18.670 inwoners. De stad ligt ten zuiden van de rivier de Limmat. Hoewel Schlieren oorspronkelijk een boerendorp was, is het bij de opkomst van de industrie in de jaren vijftig vergroeid met de stad Zürich.
In een voormalige gasfabriek is een groot sportklimcentrum gevestigd.

## Geboren
- Thomas Wegmüller (1960), wielrenner
- Mario Cantaluppi (1974), voetballer